# Galliano Masini

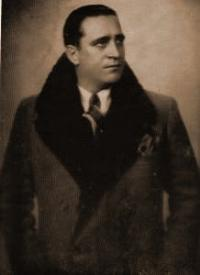

Galliano Masini (Livorno, 17 de fevereiro de 1896 — 15 de fevereiro de 1986) foi um famoso tenor italiano, associado a papéis spinto do repertório italiano. Ficou famoso por suas atuações em óperas de Pietro Mascagni, como Lodoletta. Estudou em Milão com Maestro Laura e estreou em Livorno como Cavaradossi, da ópera Tosca de Giacomo Puccini em 1923. 
Ele foi o primeiro tenor na Ópera de Roma de 1930 a 1950, e um convidado regular do Scala de Milão. Ele se apresentou fora da Itália na Ópera de Paris, Ópera Lírica de Chicago (1937/1938), Metropolitan Opera de Nova York (1938/1939) e o Teatro Colón de Buenos Aires.